# Sulafat
Sulafat eller Gamma Lyrae (γ Lyrae, förkortat Gamma Lyr, γ Lyr) som är stjärnans Bayerbeteckning, är en ensam stjärna belägen i den södra delen av stjärnbilden Lyran. Den har en skenbar magnitud på 3,3, är klart synlig för blotta ögat och den näst ljusaste stjärnan i stjärnbilden. Baserat på parallaxmätning inom Hipparcosuppdraget på ca 15,1 mas,beräknas den befinna sig på ett avstånd av ca 620 ljusår (190 parsek) från solen. På detta avstånd minskas stjärnans skenbara magnitud med en skymningsfaktor på 0,12 ± 0,03 på grund av interstellärt stoft.

## Nomenklatur
Gamma Lyrae har de traditionella namnen Sulafat (Sulaphat), från den arabiska السلحفاة al-sulḥafāt, "sköldpadda" och Jugum, från det latinska iugumet, "ok". Anknytningen till sköldpaddor är att fina lyror traditionellt gjordes av sköldpadda. År 2016 organiserade Internationella astronomiska unionen en arbetsgrupp för stjärnnamn (WGSN) med uppgift att katalogisera och standardisera riktiga namn för stjärnor. WGSN fastställde namnet Sulafat för denna stjärna den 21 augusti 2016 som nu är inskrivet i IAU:s Catalog of Star Names.

## Egenskaper
Gamma Lyrae är en blå jättestjärna av spektralklass B9 III, vilket anger att den har uttömt förrådet av väte i dess kärnan och utvecklats bort från huvudserien. Den har en massa som är 5,7 gånger större än solens massa och en radie som har expanderat till 15 gånger solens radie. Den utsänder från dess fotosfär 2 430 gånger mer energi än solen vid en effektiv temperatur på 10 000 K och får den blå-vita färg som är karakteristisk för en stjärna av typ B.
År 1909 identifierade den kanadensiska astronomen Samuel A. Mitchell denna stjärna som en spektroskopisk dubbelstjärna, även om han inte kunde upplösa absorptionslinjerna för komponenterna. Han fann att en omloppsperiod på 25,6 dygn matchade hans mätningar. Den rapporterades som en spektroskopisk dubbelstjärna så sent som 2001, men anses nu vara en enda stjärna med en hög rotationshastighet som är vanlig för stjärnor av denna typ.